# Peter, a sznob (Family Guy)
A Peter, a sznob (angolul Peter, Peter, Caviar Eater, további ismert magyar címe: Peter, Peter, kaviár evő) a Family Guy második évadjának az első része. Összességében ez a nyolcadik rész. Az epizód címe a Peter, Peter, Pumpkin Eater (Péter, Péter, tök evő) kezdetű angol nyelvű óvodás versikéből származik. Az epizódot először az amerikai FOX csatorna mutatott be 1999. szeptember 23-án, körülbelül négy hónappal az első évad záró epizódja után. Magyarországon a Comedy Central mutatta be 2008. október 14-én.
|  | Alább a cselekmény részletei következnek! |

## Cselekmény
Lois gazdag nagynénje, Marguerite Pewterschmidt látogatóba érkezik Griffinékhez, de a küszöbön holtan esik össze. Egy videó üzenetből kiderül, hogy Marguerite néni Loisra hagyta a newporti Cseresznyeerdő birtokot. Meleg zenés fogadtatásban részesíti őket a személyzet a birtokon, majd azonnal távozni készülnek, mivel a „vén szatyor” csak ennyit fizetett ki előre. Peter azonban újra alkalmazza őket, miután bevallja, hogy eladta a régi quahogi házukat.
Peternek nehezére esik alkalmazkodni a felső tízezerhez, gusztustalan történeteket mesél a jacht klubban egy patkányról, ezért kirúgják. Stewie viszont azonnal alkalmazkodik az új körülményekhez, olyannyira, hogy utasít két szolgálót, hogy küzdjenek meg egymással életre-halálra. Peter könyörögve kéri Briant, hogy tanítsa meg úriemberként viselkedni. Számos sikertelen próbálkozás után Brian úgy dönt, hogy Peteren sokk terápiát alkalmaz. Még aznap este Peter teljesen újjá születve, mint Lord Griffin érkezik a flancos aukcióra. Lois megdöbbenve látja, hogy milyen könnyedén kommunikál a gazdag felső körökkel. Peter emellett még mesésen gazdagnak is hiszi magát, és közönyösen licitál 100 millió dollárt egy vázáért.
Lois ragaszkodik hozzá, hogy mihelyt lehet, költözzenek vissza Quahogba, mert már emlékszik miért hagyta el Newportot: az emberek, akárcsak a családja, megváltoznak itt, azonban senki nem hallgat rá. Egyedül Brian képes felnyitni Peter szemét: Lando Calrissianhoz hasonlítja, és összetöri a Csillagok háborúja pohárgyűjteményének egy darabját, ezzel megérteti Peterrel, hogy igazából nem is milliomos. Bár Péter visszazökken a valóságba, de hiányzik az a százmillió dollár, amely fedezné az aukción vett váza árát. Amikor Mr. Brandywire a Történelmi Társaságtól megérkezik a pénzért, Peter sikertelenül megpróbálja bebizonyítani, hogy százmilliót érő történet játszódott a birtokon. Mutat egy feliratot, mely szerint i. e. 51-ben „itt járt Jézus”, egy nagy lukat a falon, ahol a konkvisztádorok törtek be, és egy játékvasutat, ami szerinte Harriet Tubman titkos földalatti vasútja. Este, mikor Lois elköszönni jön Petertől, mert indul vissza gyerekekkel Quahogba, Peter megbánja a történteket, és kibékülnek Loisszal. Peter véletlenül meglök egy téglát, amely kinyit egy titkos ajtót, mely mögött egy doboznyi fényképet találnak. A képekből kiderül, hogy számos prominens amerikai személy (többek között Abraham Lincoln, Robert E. Lee és Ulysses S. Grant) töltötte Cseresznyeerdőben az éjszakákat, amely elnöki kuplerájként üzemelt. Ez a felfedezés nem csak Cseresznyeerdőt tette értékessé, de Peter egy képet eladott egy pletykalapnak, és ebből a pénzből dupla áron visszavásárolta a régi házukat.
A végén Peter hangot ad annak, már nem érdekli Lois családjának a véleménye, mivel az ősei mind stricik és kurvák voltak.

## Külső hivatkozások
- Peter, a sznob az Internet Movie Database-ben (angolul)
- Peter, a sznob a Rotten Tomatoeson (angolul)
- Peter, a sznob a Box Office Mojón (angolul)